# Lynx rufus
El lince rojo (Lynx rufus) es una especie de mamífero carnívoro de la familia Felidae, una de las dos especies de linces que habitan en América del Norte. Permanece en parte de su rango original, pero las poblaciones son vulnerables a la extinción local ("extirpación") por los coyotes y los animales domésticos.[cita requerida]
Aunque los linces rojos han sido cazados extensivamente por los humanos, tanto por deporte como por la piel, su población ha demostrado ser resistente, si bien declina en algunas áreas.[cita requerida]

## Descripción

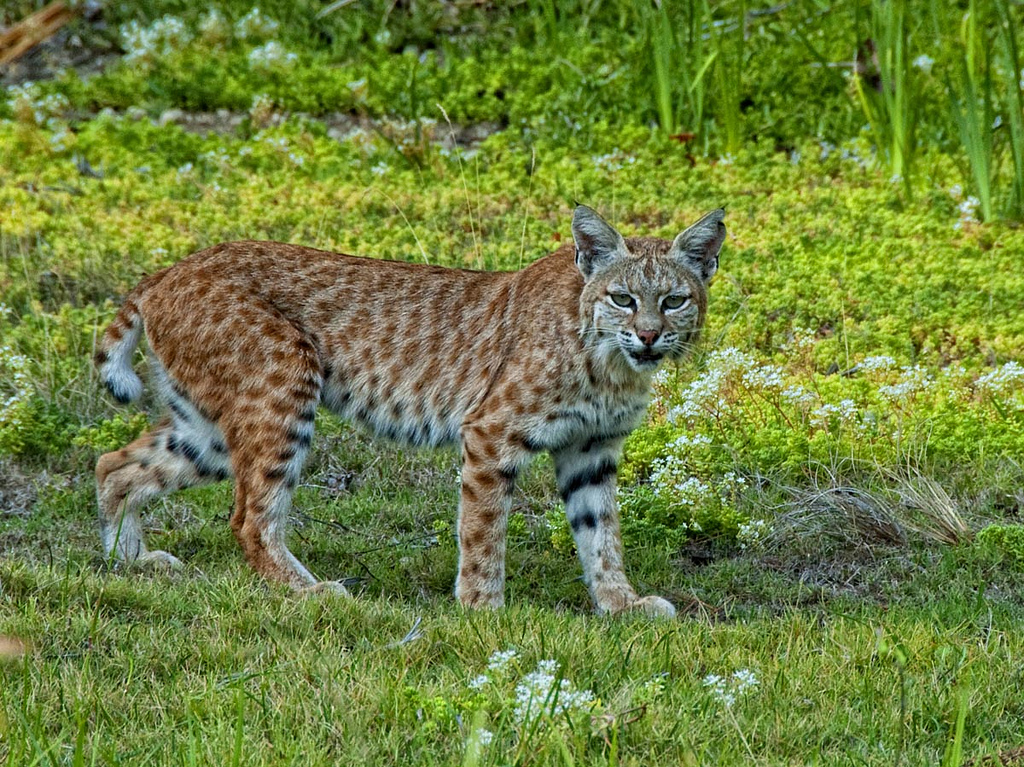
Lince en el sur de California

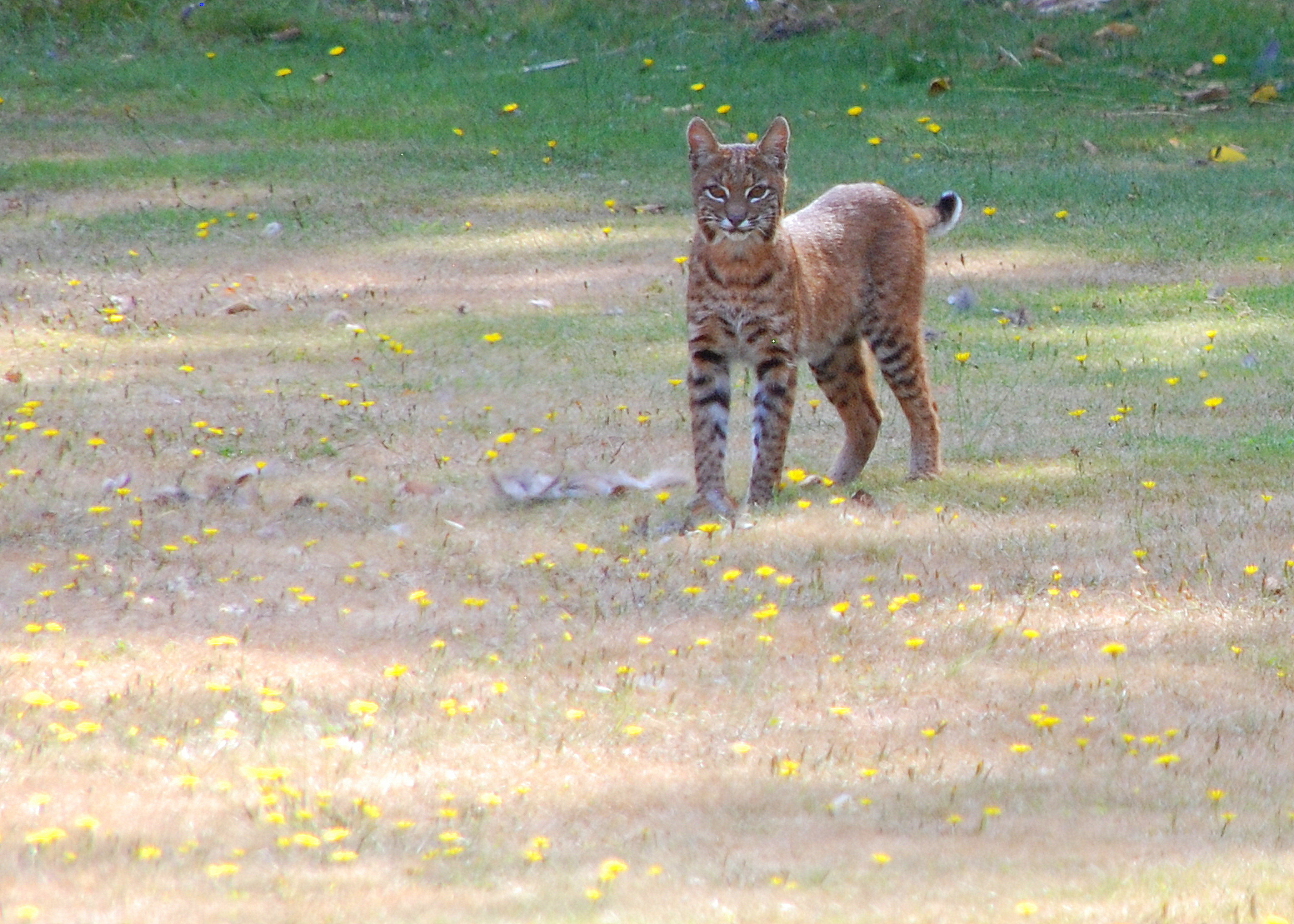
Lince en North Bend (Washington)

Con un pelaje que va del gris al marrón, y orejas negras, el lince rojo se asemeja al resto de las especies de tamaño medio del género taxonómico de los linces (Lynx). Es más pequeño que el lince del Canadá, con el que comparte parte de su hábitat, pero es dos veces más grande que un gato doméstico. Tiene unas franjas negras distintivas en las patas delanteras, y la cola gruesa, coronada en negro. Mide 63 cm de largo, con una cola de unos 20 cm de longitud, alcanzando de 50 a 61 cm de altura, y tiene un peso de 5,9 a 10,8 kg, aunque algunos ejemplares pueden llegar a pesar hasta 18 kg.

## Taxonomía
Ha habido debates sobre si clasificar esta especie como Lynx rufus o Felis rufus como parte de un tema más amplio con respecto a si las cuatro especies de linces deben ser dadas a su propio género, o ser colocadas como un subgénero del Felis. Ahora se acepta el género Lynx, y el lince rojo aparece como Lynx rufus en las fuentes taxonómicas modernas.
Johnson et al. reportó que Lynx compartió un clado con el puma, el gato leopardo (Prionailurus) y los linajes de gatos domésticos (Felis), fechado hace 7 150 000 años; Lynx divergió primero, hace aproximadamente 3.24 millones de años.
Se cree que el lince rojo evolucionó del lince eurasiático, que cruzó a Norteamérica a través del puente de tierra de Bering durante el Pleistoceno, con la llegada de progenitores desde hace 2.6 millones de años. La primera oleada se movió en la porción meridional de Norteamérica, que pronto fue cortada del norte por los glaciares. Esta población evolucionó hacia los modernos linces rojos hace unos 20 000 años. Una segunda población llegó de Asia y se instaló en el norte, convirtiéndose en el moderno lince de Canadá. La hibridación entre el lince rojo y el lince canadiense a veces puede ocurrir.

### Subespecies
Trece subespecies de lince rojo han sido históricamente reconocidas basándose en características morfológicas:
- L. r. rufus (Schreber) – Oriente y medio oeste de Estados Unidos.
- L. r. gigas (Bangs) – del norte de Nueva York a Nueva Escocia y a Nuevo Brunswick.
- L. r. floridanus (Rafinesque) – sureste de Estados Unidos y el interior del Valle de Misisipi, hasta el suroeste de Misuri y el sur de Illinois.
- L. r. superiorensis (Peterson & Downing) – área occidental de los Grandes Lagos, incluyendo la parte superior de Míchigan, Wisconsin, el sur de Ontario y la mayor parte de Minnesota.
- L. r. baileyi (Merriam) – suroeste de Estados Unidos y noroeste de México.
- L. r. californicus (Mearns) – California al oeste de la Sierra Nevada.
- L. r. mohavensis (B. Anderson) – desierto de Mojave de California.
- L. r. escuinapae (J. A. Allen) – México central, con una extensión norteña a lo largo de la costa del oeste al sur de Sonora.
- L. r. fasciatus (Rafinesque) – Oregón, Washington al oeste de la cordillera de las Cascadas, al noroeste de California y al suroeste de Columbia Británica.
- L. r. oaxacensis (Goodwin) – Oaxaca.
- L. r. pallescens (Merriam) – noroeste de Estados Unidos y sur de Columbia Británica, Alberta y Saskatchewan.
- L. r. peninsularis (Thomas) – Baja California.
- L. r. texensis (Mearns) – Luisiana occidental, Texas, Oklahoma central del sur, y sur en Tamaulipas, Nuevo León, y Coahuila.[6][7]

Esta división de subespecies ha sido desafiada, dada la falta de claros saltos geográficos en sus rangos y las diferencias menores entre las subespecies. La última revisión de la taxonomía de gatos basada en estudios filogeográficos y genéticos reconoce solo dos subespecies, aunque el estado de los linces mexicanos (Lynx rufus esquinapae y Lynx rufus oaxacensis) sigue siendo revisado:
- Lynx rufus rufus – al este de las Grandes Llanuras, Norteamérica.
- Lynx rufus fasciatus – al oeste de las Grandes Llanuras, Norteamérica.

## Distribución
Está distribuido por Norteamérica, en un amplio rango que va desde el sur de Canadá hasta el sur de México, y desde la costa atlántica hasta la pacífica, en Estados Unidos.

## Hábitat

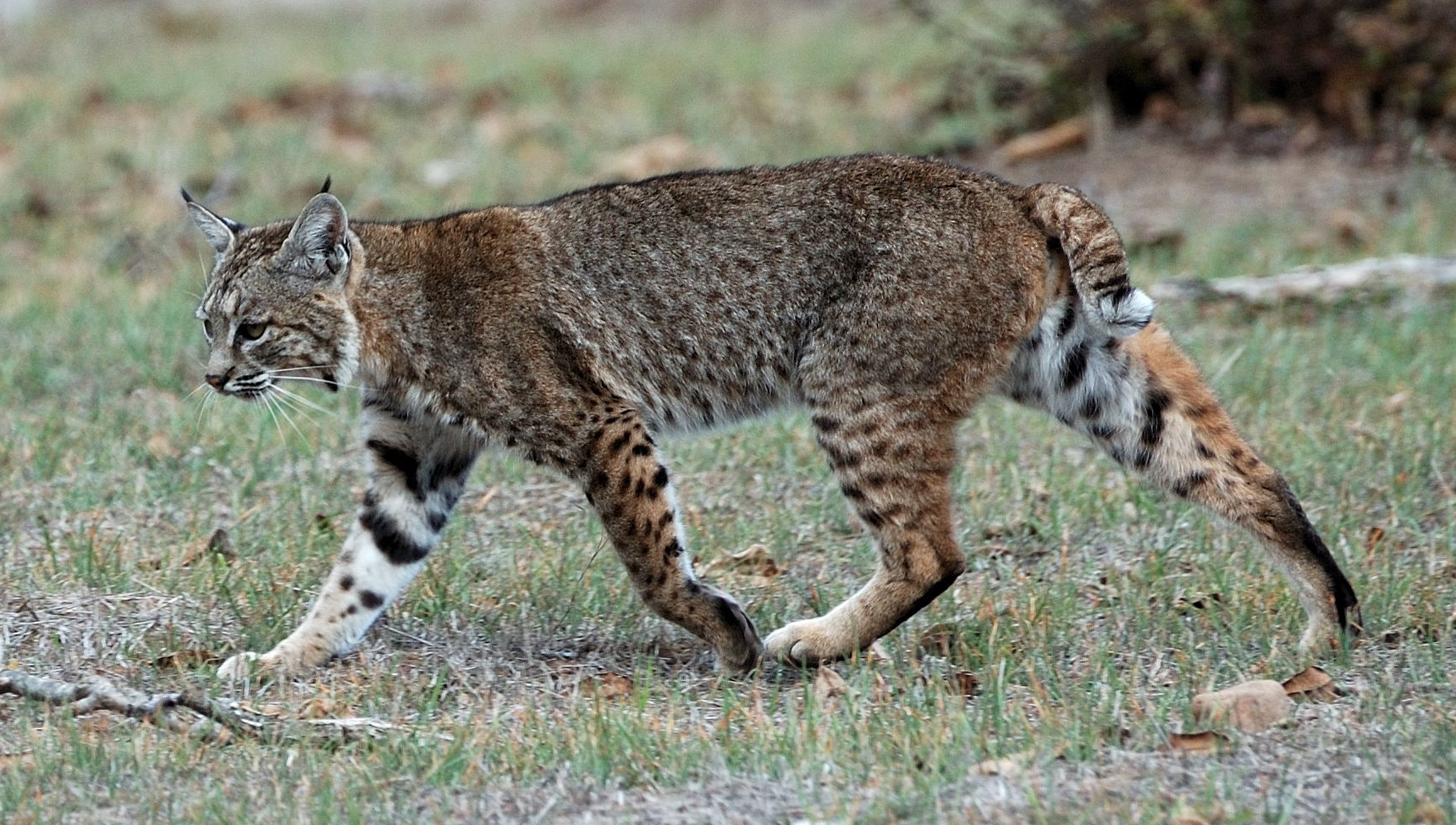
Lince en San José, California

Se encuentra en una gran variedad de hábitats, que incluyen desde bosques boreales en el norte de su distribución hasta zonas de matorral y semidesiertos en el sur. Evita, por el contrario, zonas cultivadas extensas y praderas. Suele refugiarse y criar en zonas de vegetación densa, roquedos, grutas y otras zonas cubiertas.

## Comportamiento
Muestra un comportamiento muy similar al de las demás especies de lince. Como la mayoría de los felinos (Felinae), el lince rojo es territorial y en gran medida solitario, a pesar de que se solapen sus territorios, y defiende su territorio contra individuos del mismo sexo. Utiliza diversos métodos para marcar los límites territoriales, incluyendo marcas de garras y deposiciones de orina o heces.

### Reproducción

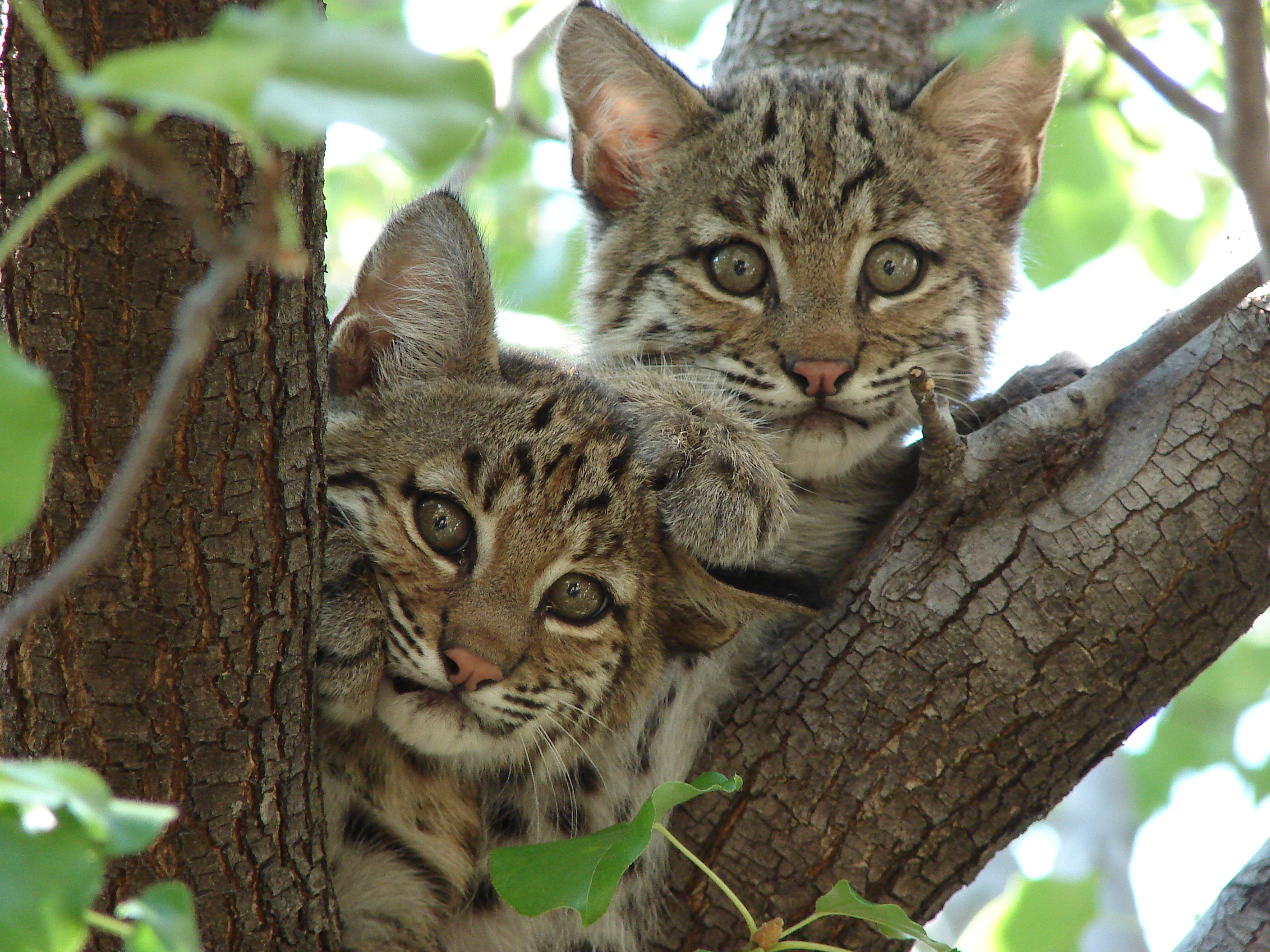
Crías de lince en el norte de Texas, de entre 2-4 meses

Los machos suelen abarcar el territorio de una o varias hembras, mostrando un comportamiento poligínico. La época de apareamiento del lince rojo es entre febrero y marzo (aunque puede variar en función de la latitud, desde el invierno hasta la primavera), y el periodo de gestación es de aproximadamente dos meses (las crías nacen a los dos meses de haber sido concebidas). Los cachorros acompañan a la madre hasta los nueve meses de edad, aproximadamente, época en la que se independizan y se dispersan en busca de su propio territorio.

### Alimentación

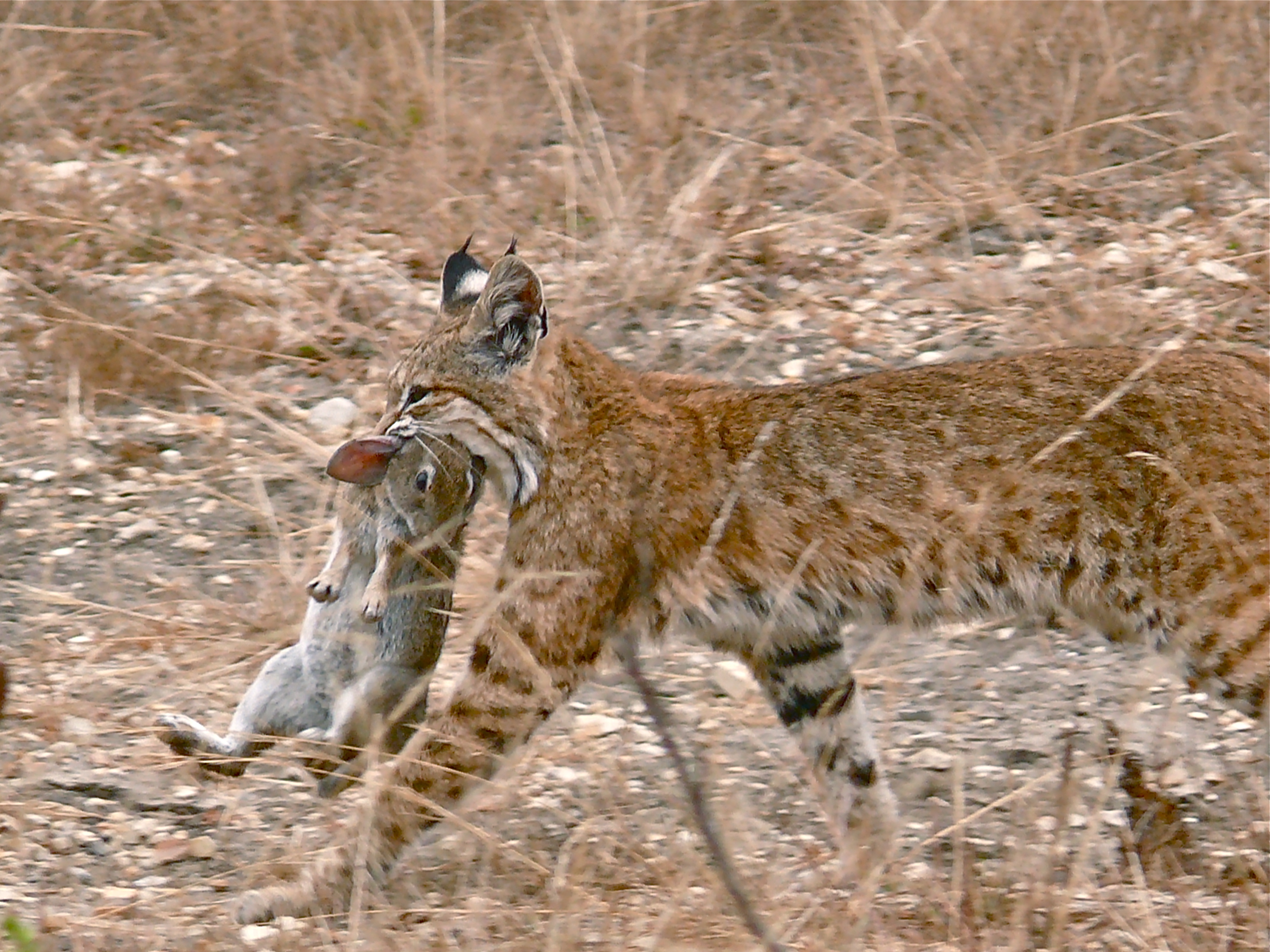
Lince con un conejo recién cazado en la boca

Se alimenta principalmente de liebres y conejos y, en menor medida, de roedores y ungulados. En ocasiones se comporta como carroñero, alimentándose de presas muertas por otros depredadores. A pesar de preferir alimentarse de conejos y liebres, caza desde insectos y pequeños roedores hasta ciervos. La elección de la presa depende de la localización, el hábitat y la estación, así como de la abundancia de dicha presa.

## Estado de conservación

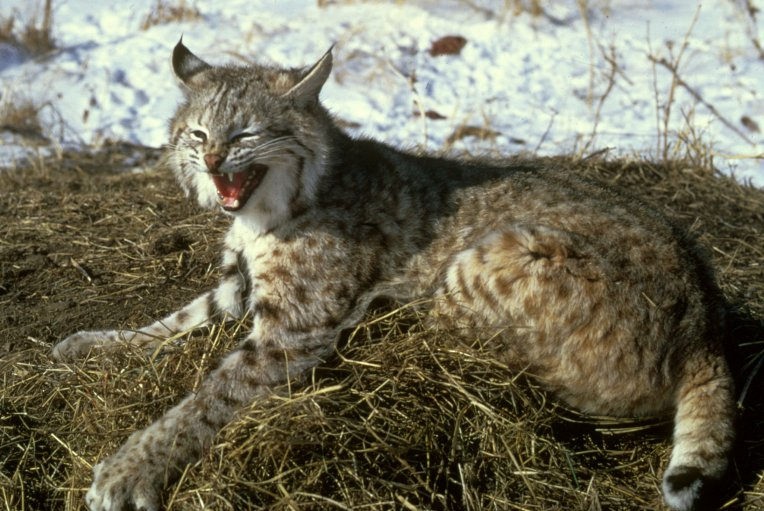
Lince rojo (Lynx rufus)

El lince rojo no es una especie amenazada atendiendo a la Lista Roja de Especies Amenazadas de la Unión Internacional para la Conservación de la Naturaleza. No obstante, la fragmentación del hábitat y la persecución humana han llevado a la reducción de algunas de sus poblaciones, sobre todo en el medio oeste de los Estados Unidos. Durante los últimos veinte años, el comercio con su piel ha hecho de esta especie el felino más intensamente cazado. Es perseguido en muchas zonas de México por la creencia de que la depredación sobre ovejas tiene un efecto importante en el ganado. Está incluido en el Apéndice II del convenio CITES sobre el tráfico de especies amenazadas.